# Abibatu Mogaji
Pour les articles homonymes, voir Mogaji.
Abibatu Mogaji (16 octobre 1916 - 15 juin 2013) est une femme d'affaires nigériane et la « Ìyál'ọ́jà » — c'est-à-dire la présidente générale en yoruba — de l'association des commerçants de Lagos.

## Biographie
Alhaja Abibatu Mogaji naît le 16 octobre 1916 dans la colonie de Lagos.
Elle est la mère du chef national du Action Congress of Nigeria et ancien gouverneur de l'État de Lagos, Bola Tinubu,. Sa petite-fille, Folashade, lui succède en tant que « Ìyál'ọ́jà ».
Abibatu Mogaji est d'abord la leader de l'Association des femmes du marché dans l'État de Lagos, puis elle est présidente de l'Association des commerçants femmes et hommes du marché de Lagos. Elle est une pionnière du développement d'un commerce jusqu'alors plutôt tenu par les négociants libanais et grecs.
En reconnaissance de ses contributions au commerce Abibatu Mogaji reçoit plusieurs distinctions et doctorats honoris causa d'universités nigérianes, l'université Ahmadu Bello et l'université de Lagos.
Elle meurt le 15 juin 2013 à l'âge de 96 ans à son domicile d'Ikeja, dans l'État de Lagos. Elle est inhumée le lendemain dans le cimetière privé Vaults and Gardens à Ikoyi, Lagos, après des prières à la grande mosquée de Lagos,,. En témoignage de solidarité, les activités commerciales sont suspendues dans différents endroits de Lagos les lundi et mardi suivants.

## Distinctions
- Ordre de la République fédérale
- Officier de l'ordre du Nigeria (OON)[1]
- Docteure honoris causa de l'université Ahmadu-Bello de Zaria[1]